# BK Liepājas lauvas
El BK Liepājas lauvas es un equipo de baloncesto letón que compite en la Latvijas Basketbola līga, la primera división del país, y en la Latvian-Estonian Basketball League. Tiene su sede en la ciudad de Liepāja. Disputa sus partidos en el Liepājas Olimpiskais centrs, con capacidad para 2500 espectadores.

## Historia
Fue fundado en 1992 con el nombre de Liepaja Metalurg, y desde entonces ha competido en la máxima categoría de su país. Su mejor posición la alcanzó en 1997, cuando acabó en segunda posición de la liga. En 2010 acabó en segunda posición de la fase regular, solo por detrás de los Barons, pero fueron derrotados en primera ronda de los play-offs por el BK Ventspils.

## Palmarés
- Liga de Letonia
  - Finalista (1): 1997